# Luna Peak (Washington)
Der Luna Peak ist der höchste Berg in der Picket Range,:31 einer extrem zerklüfteten Teilkette der North Cascades im US-Bundesstaat Washington. Er liegt innerhalb des North Cascades National Park. Bemerkenswert ist er wegen seines stark ausgeprägten Reliefs und seiner isolierten Lage an einem entlegenen Ostgrat der Pickets. Er erhebt sich über 6.560 ft (1.999 m) auf einer Strecke von 1,8 mi (2,9 km) über den McMillan Creek im Süden.
Der Luna Peak wurde erstmals Anfang September 1938 von Bill Cox und Will F. Thompson bestiegen.:118 Die Standardroute verläuft über den Südwestgrat vom Ross Lake und Big Beaver Creek aus. Sie erfordert mühsames Wandern abseits von Wegen einschließlich Sich-durchs-Gebüsch-Schlagens und komplizierten Suchens des Weges, verspricht aber auch das Gefühl völliger Einsamkeit; aus diesen Gründen wird der Berg eher selten bestiegen. Die Kraxelei am Schluss zum eigentlichen Gipfel schließt auch Klettern über lose Felsen ein, so dass einige Gruppen sich anseilen (Schwierigkeitsstufe 3/4).
Die Nord- und die Ostflanke des Luna Peak sind steil und dramatisch, unter den Bergsteigern aber nicht beliebt. Fred Beckey stellte fest, „dem Berg fehlt die unwiderstehliche Anziehungskraft attraktiver alpiner Kletterprobleme“.